# Château de Limours
El Château de Limours fue un castillo medieval y renacentista, situado en la ciudad francesa de Limours, en el departamento de Essonne. Hoy destruido, solo quedan algunos restos, incluido principalmente un pabellón diseñado por François Mansart.

## Historia

### Francisco I y la duquesa de Etampes
Anne de Pisseleu, duquesa de Etampes, hizo construir un nuevo castillo alrededor de 1540, al estilo del Renacimiento. A partir de los restos del señorío medieval, es decir, de las dos torres redondas que enmarcan el cuerpo de entrada, el rectángulo de construcciones se prolonga hacia el este en torno a un patio interior. Los dos ángulos orientales se refuerzan con torres cuadradas, que se equilibran estéticamente con las primeras torres. Estas construcciones son contemporáneas a la obra realizada por la duquesa de Étampes en el Château de Meudon.

### Enrique II y Diana de Poitiers
Diane de Poitiers hizo edificar un gran salón de baile, de aproximadamente 27 m de largo y 10 m de ancho, al arquitecto Philibert de l'Orme, que ya le había construido el castillo de Anet. Éste uso una técnica personal para realizar armazones de más volumen, más ligeros, y por la tercera parte del precio de los armazones tradicionales. Fue denominado "nuevo invento para construir bien ya bajo costo" (título de una publicación de 1561) o desvanes en tableros ensamblados, tenían forma de asa de canasta.

### Philippe Hurault de Cheverny y su hijo

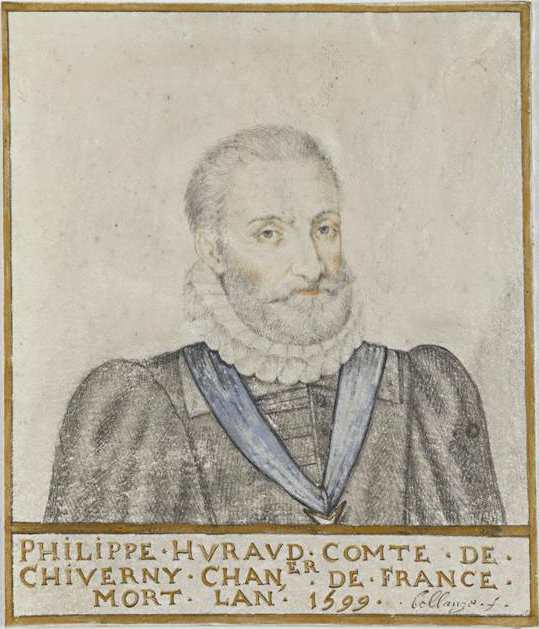
Philippe Hurault de Cheverny

### Cardenal de Richelieu
El cardenal de Richelieu compró Limours en 1623 con la intención de convertirlo en uno de sus lugares de vacaciones, de estancias de caza para la pareja real y recepciones.
Hizo edificar una galería de retratos reales en el salón de baile, con extensos trabajos en madera ornamentales (Jean de Gonfreville). La cámara del rey está "enriquecida en oro con cartuchos en relieve dorados, con un fondo de azur y blanco, y los frisos todos en relieve, con consolas, cartuchos y la parte inferior de las vigas todo en relieve con festones dorados con un fondo de azur y blanco". El dormitorio de Marie de Medici está hecho con el mismo lujo.
En el exterior, el frontón de la fachada está decorado con un fresco, y los jardines formales están salpicados de antigüedades, mármoles y juegos de agua, escenificados por Salomon de Caus. Es entonces cuando el Château de Limours disfruta de su mayor reputación.

### Gastón de Orleans
En 1638, Gaston d'Orléans encargó al arquitecto François Mansart que diseñara un acueducto para llevar hasta allí las aguas de Chaumusson. Será construido por el maestro albañil de Limours Charles Terelot.
También hizo construir el puente sobre la Prédecelle y el pavimento, aún visible, que lo prolonga, y sube a lo alto del bosque hacia la salida norte. Allí arriba, dos pabellones (ahora casas particulares) todavía enmarcan este acceso directo a París.
Frente al castillo, por una nueva intervención de François Mansart, nace una amplia explanada, delimitada por cuatro grandes pabellones, uno de los cuales permanece, y también por dos pequeños.

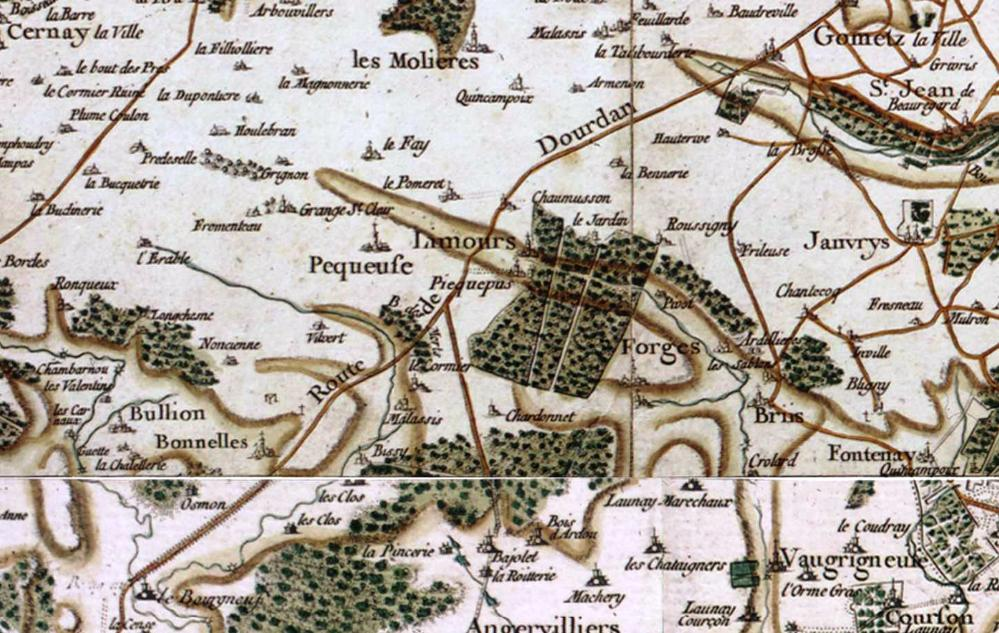
Los alrededores de Limours, mapa de Cassini
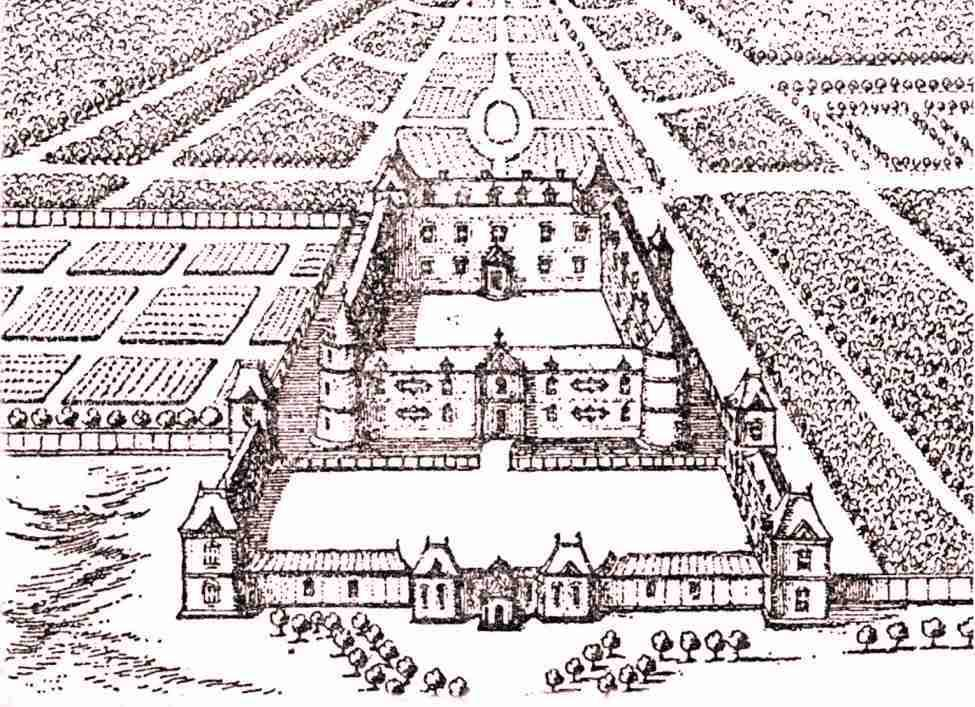
El castillo de Limours, de Gomboust. mediados siglo XVII

### Los Lamoignon

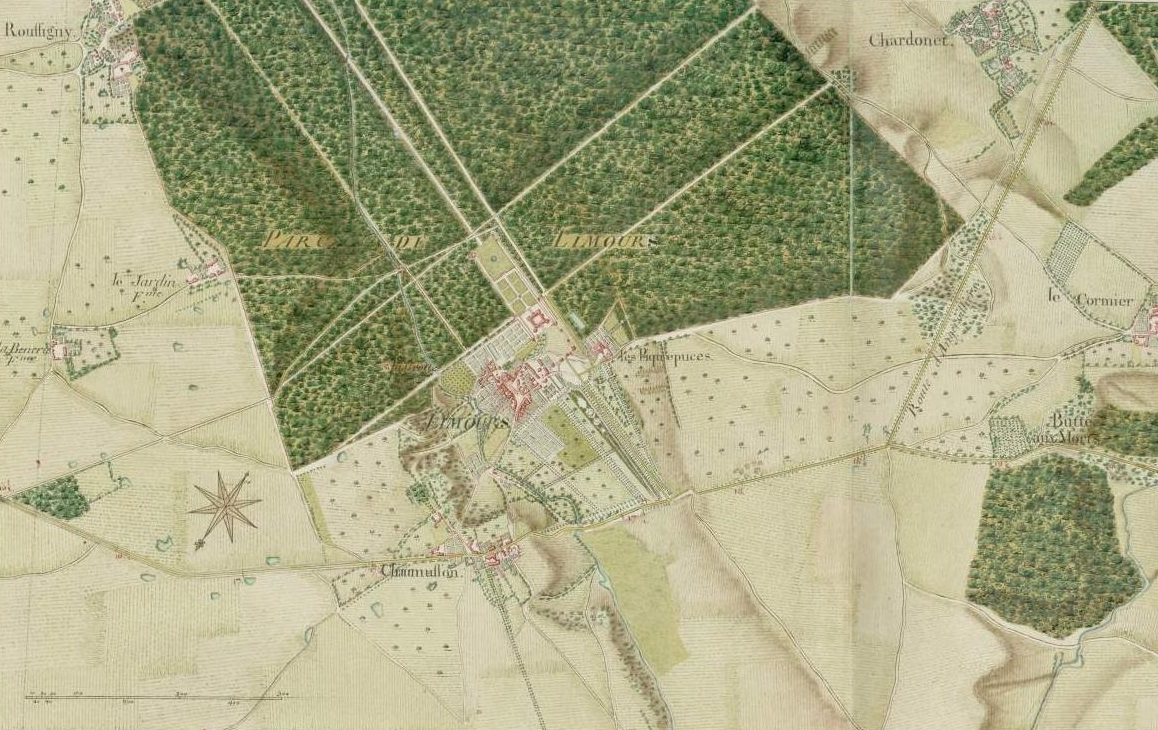
Mapa del Atlas de Trudaine, mediados siglo XVIII
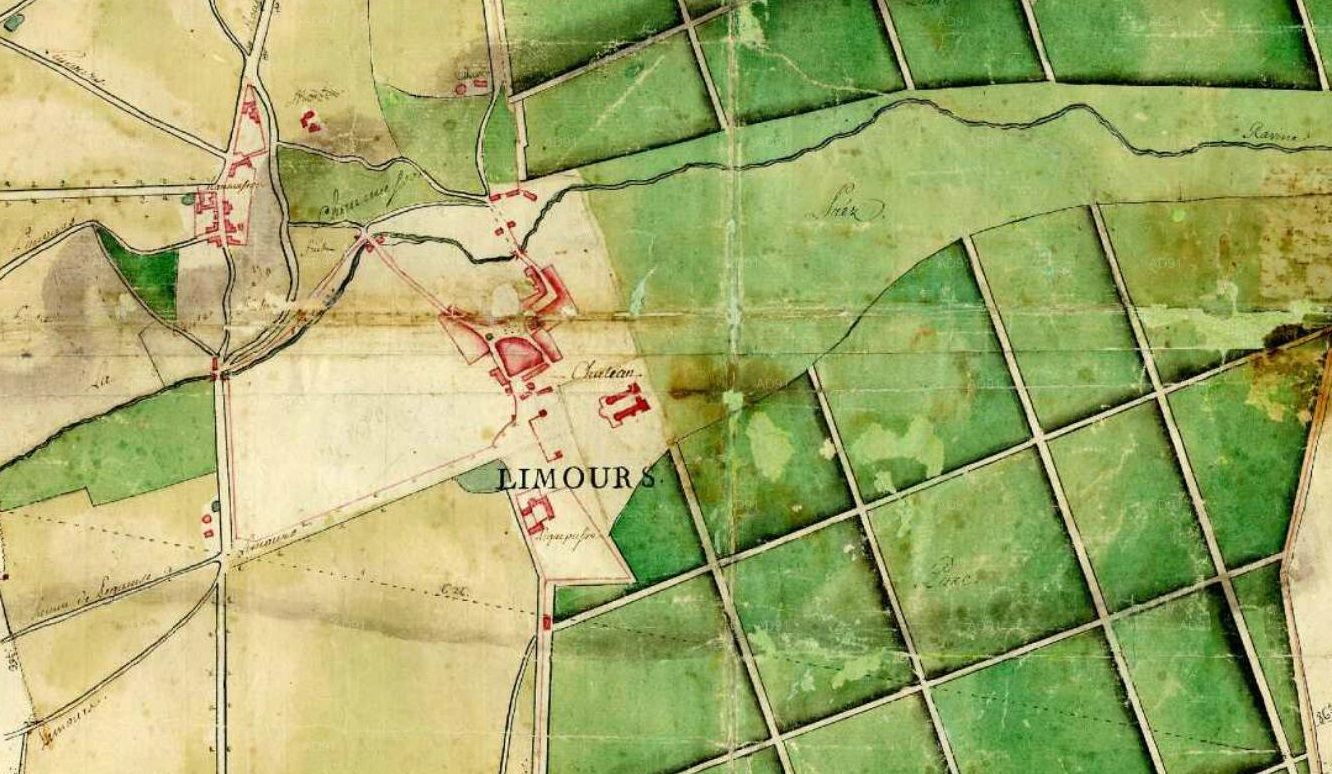
Plan de mayordomía, 1783 ( catastro de Bertier de Sauvigny). 91 d. C.

### Louise-Julie-Constance de Rohan-Rochefort, condesa de Brionne
Louise-Julie-Constance de Rohan-Rochefort, condesa de Brionne (1734-1815), trajo un saludable renacimiento tras un tiempo sin mantenimiento del Lamoignon. Lamentablemente, el deterioro del ala oeste (la fachada entre las torres redondas góticas) no permitió su conservación. Desapareció con él el hermoso salón de baile, su carpintería y su techo de Philibert de l'Orme. No fue reconstruido para mejorar la iluminación el patio interior.

### Decadencia y destrucción
Fue declarada propiedad nacional el 26 de abril de 1792, debido a la emigración de la Condesa. La venta de los muebles comenzó un año después. A precios muy baratos, las hojas de los muebles, las cómodas, los tocadores y las cómodas atraen menos de lo que es estrictamente utilitario. Después de algunas muestras de elementos para las colecciones del Estado, el edificio fue adjudicado a un comerciante de materiales en 1796, Bernard Gournay. En 1797, los herederos de la Condesa de Brionne renunciaron a la restitución de lo que era una ruina. En el catastro napoleónico de 1809, la ubicación del castillo está materializada por ruinas, con la leyenda "las ruinas del castillo". El conjunto fue nivelado definitivamente en 1835.

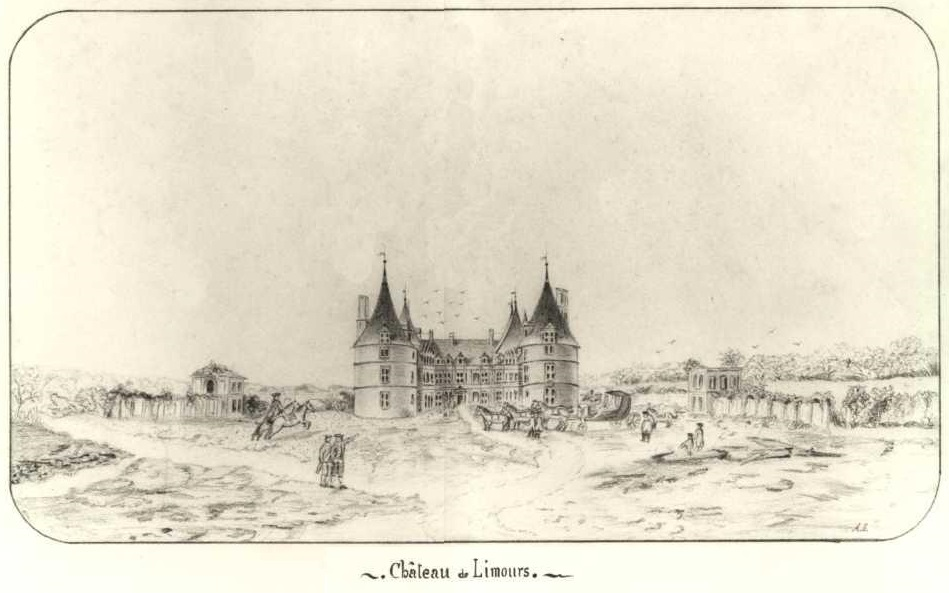
Vista de Limours desde la entrada. Finales del siglo XVIII
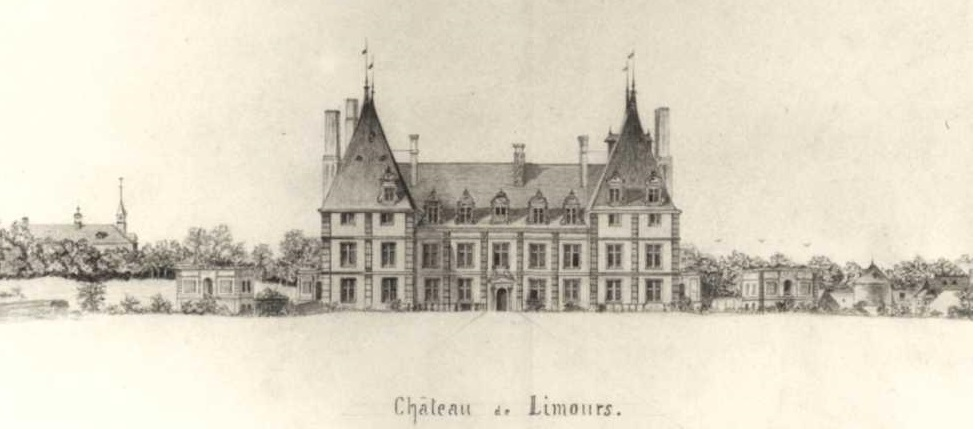
Alzado del castillo de Limours. Finales del siglo XVIII
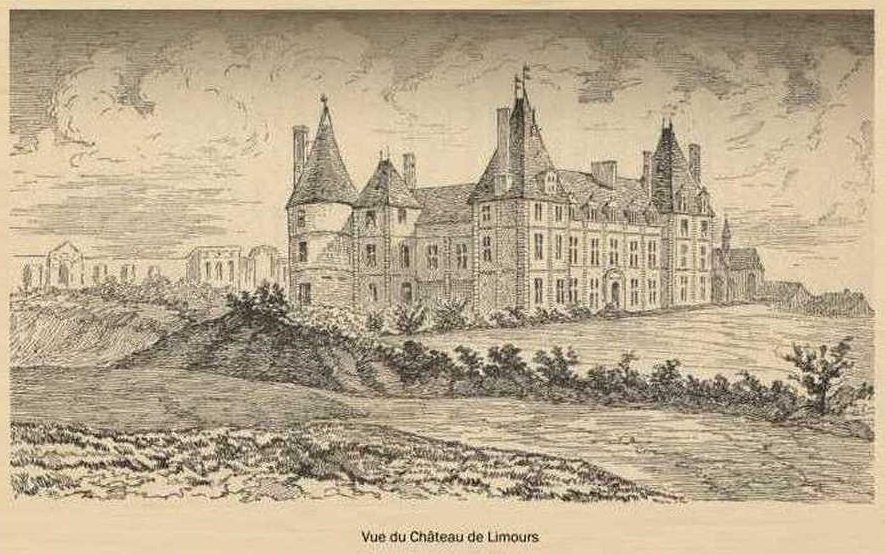
Vista del castillo de Limours.
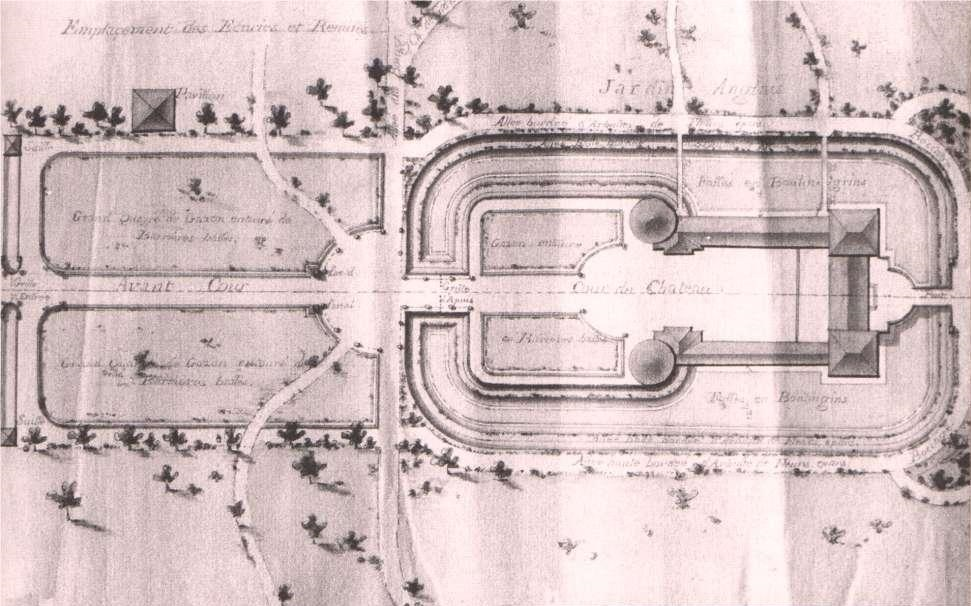
Plano del castillo de Limours, principios siglo XIX

### Actualidad
De todas las construcciones, sólo queda uno de los seis pabellones del lado de la entrada, conocido como el "Pabellón Mansart ", la casa actual que forma el ángulo entre la avenida du Parc y la rue du Couvent.

Asimismo, se conservan los fosos y cimientos del desaparecido castillo, bajo las construcciones contemporáneas, a la espera de excavaciones arqueológicas que continúen la del año 2000, cuando un equipo de la asociación de Arqueología AAC-CEA realizó una modesta excavación en los alrededores de la explanada del castillo .

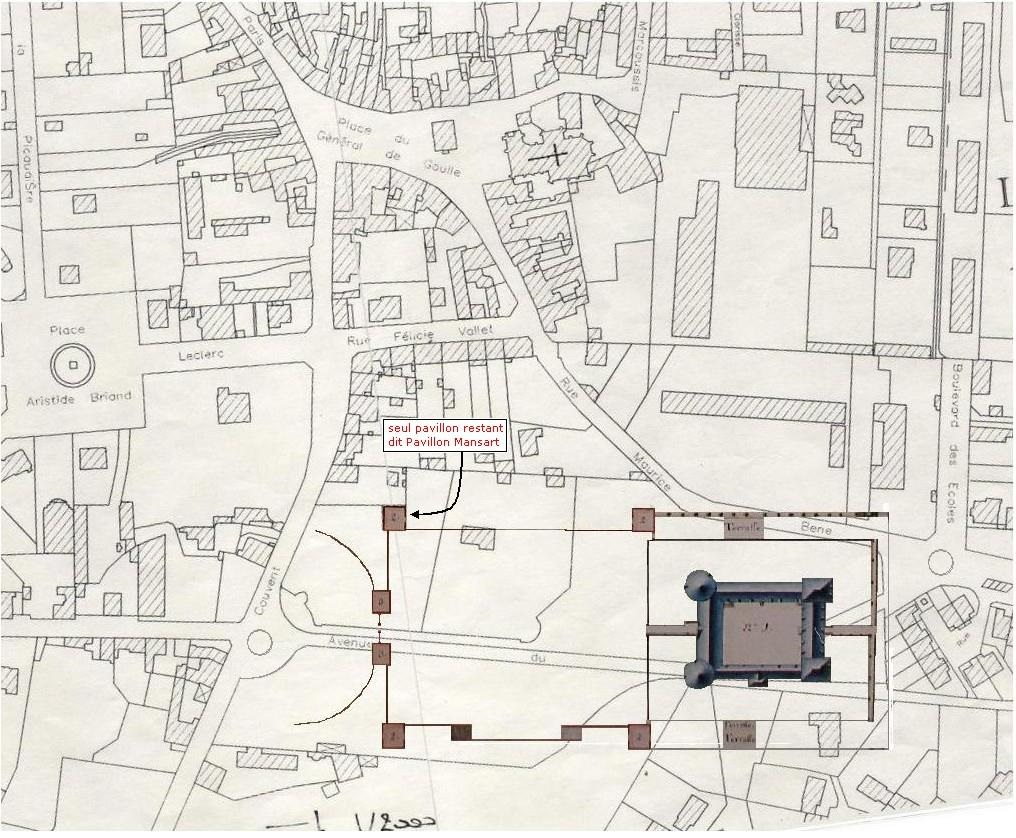
Esquema que indica la ubicación del castillo destruido con el catastro actual.
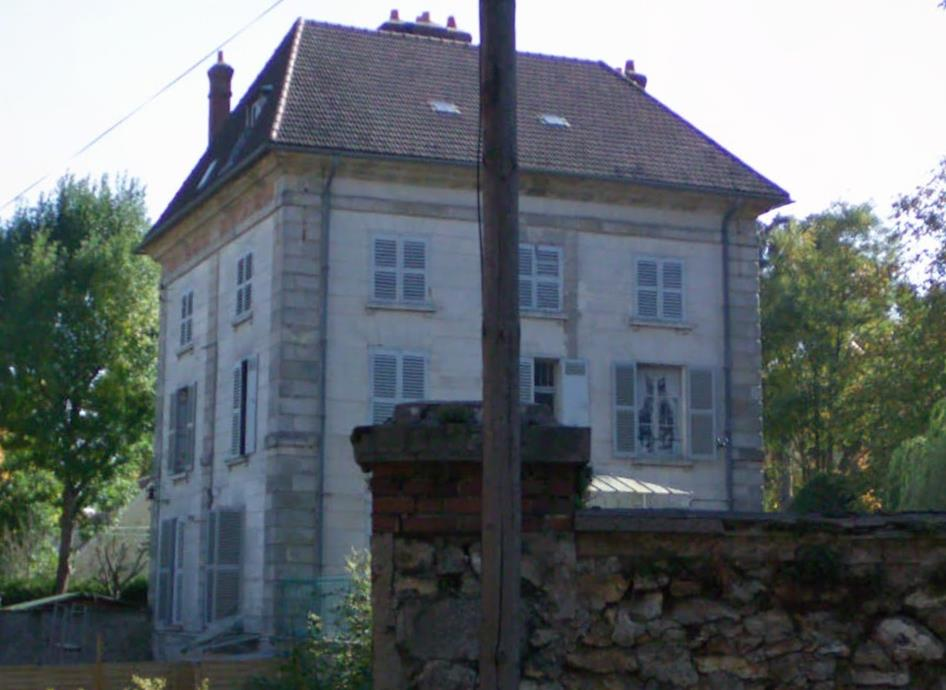
El pabellón conservado de Mansart, visto desde la calle.
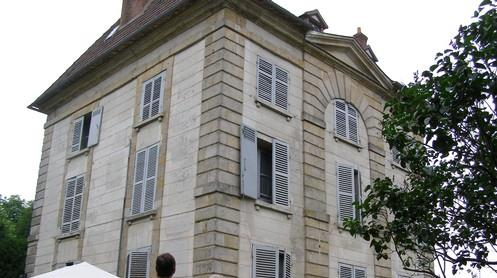
El pabellón Mansart, visto desde el lateral del antiguo patio.